# Carrosserie Georges Gangloff
Carrosserie Georges Gangloff war ein Schweizer Karosseriebauunternehmen. Aus dem 1936 erloschenen Unternehmen ging die bis 2015 aktive Gangloff AG in Bern hervor.

## Unternehmensgeschichte

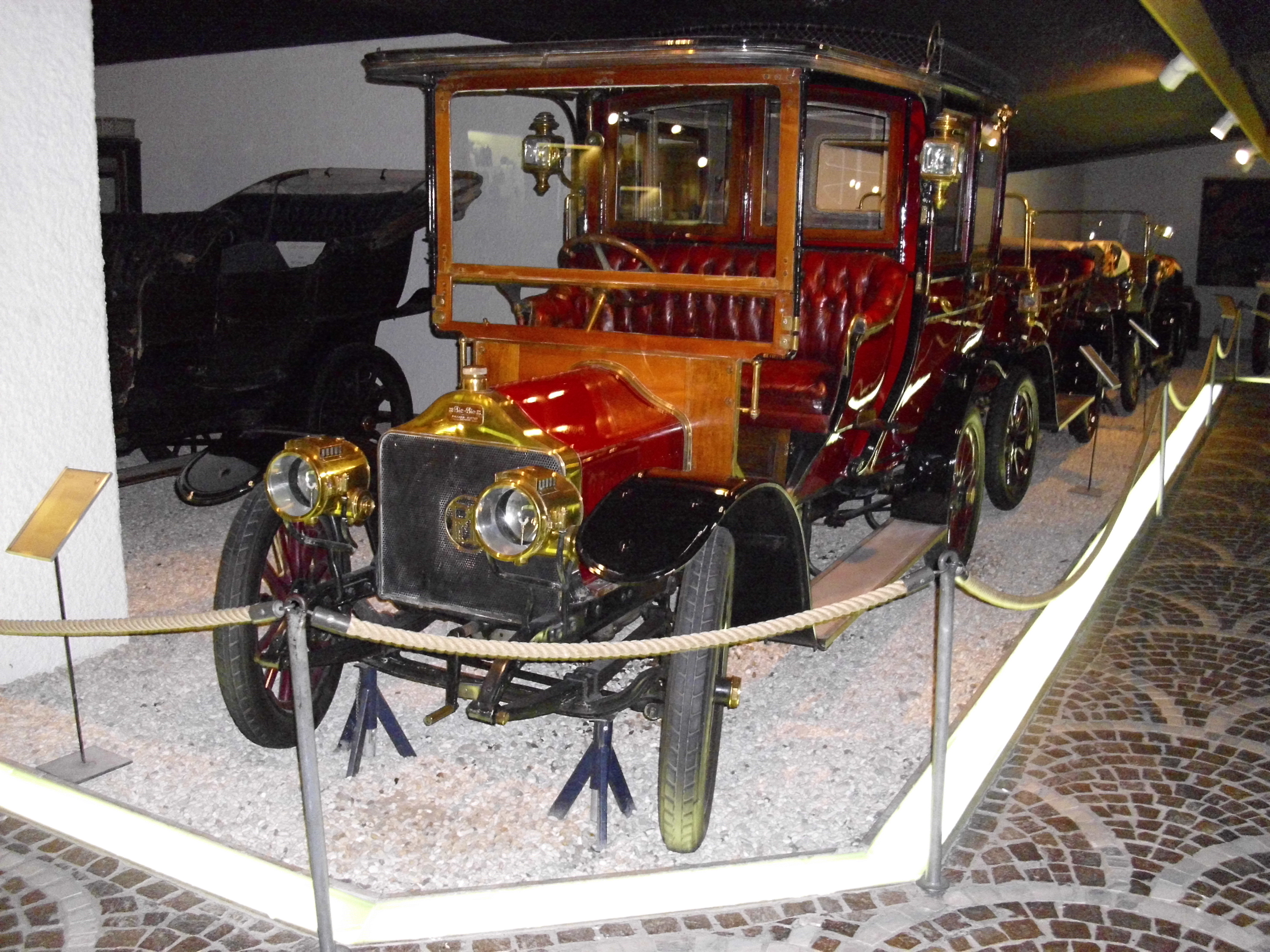
Pic-Pic mit Limousinen-Aufbau von Gangloff (1911)

Die Wurzeln des Unternehmens reichen bis 1830 zurück, als der Bau von Kutschenkomponenten wie Rädern und Naben und kompletten Fahrzeugen aufgenommen wurde. 1878 wurde der Stellmacherbetrieb in Genf formell eingerichtet und von den Brüdern Georges und John Gangloff geleitet. Daraus ging 1903 die Carrosserie Gangloff hervor, mit welchem die Gangloffs in den wachsenden Markt für PKW-Aufbauten eintraten. Für die Genfer Automobilhersteller Société d’Automobiles à Genève (SAG) und Piccard-Pictet (Pic-Pic) war Gangloff der Hauptlieferant. Bald darauf trennten sich die Brüder. Während Georges den Betrieb alleine weiterführte und im Genfer Quartier Sécheron größere Anlagen bezog, eröffnete John in Lausanne eine eigene Karosseriewerkstatt, J. Gangloff & Cie. Es ist bekannt, dass auch sein Unternehmen für Pic-Pic Karosserien anfertigte; sein Betrieb wurde indes bereits 1912 von F. Borgatta & Fils übernommen.
Der Genfer Betrieb wurde nach der Trennung von John als Georges Gangloff SA reorganisiert. Mit 120 Angestellten gehörte er bereits 1914 zu den größten Betrieben seiner Art in der Schweiz und zu den wenigen, die auch internationale Aufmerksamkeit genossen. Nach dem Ersten Weltkrieg entwickelte sich das Unternehmen zu einem führenden Spezialisten für PKW-Karosserien in Einzel- und Kleinserienfertigung. 1928 wurde der neue Schweizer Hauptsitz in Bern bezogen.

### Colmar

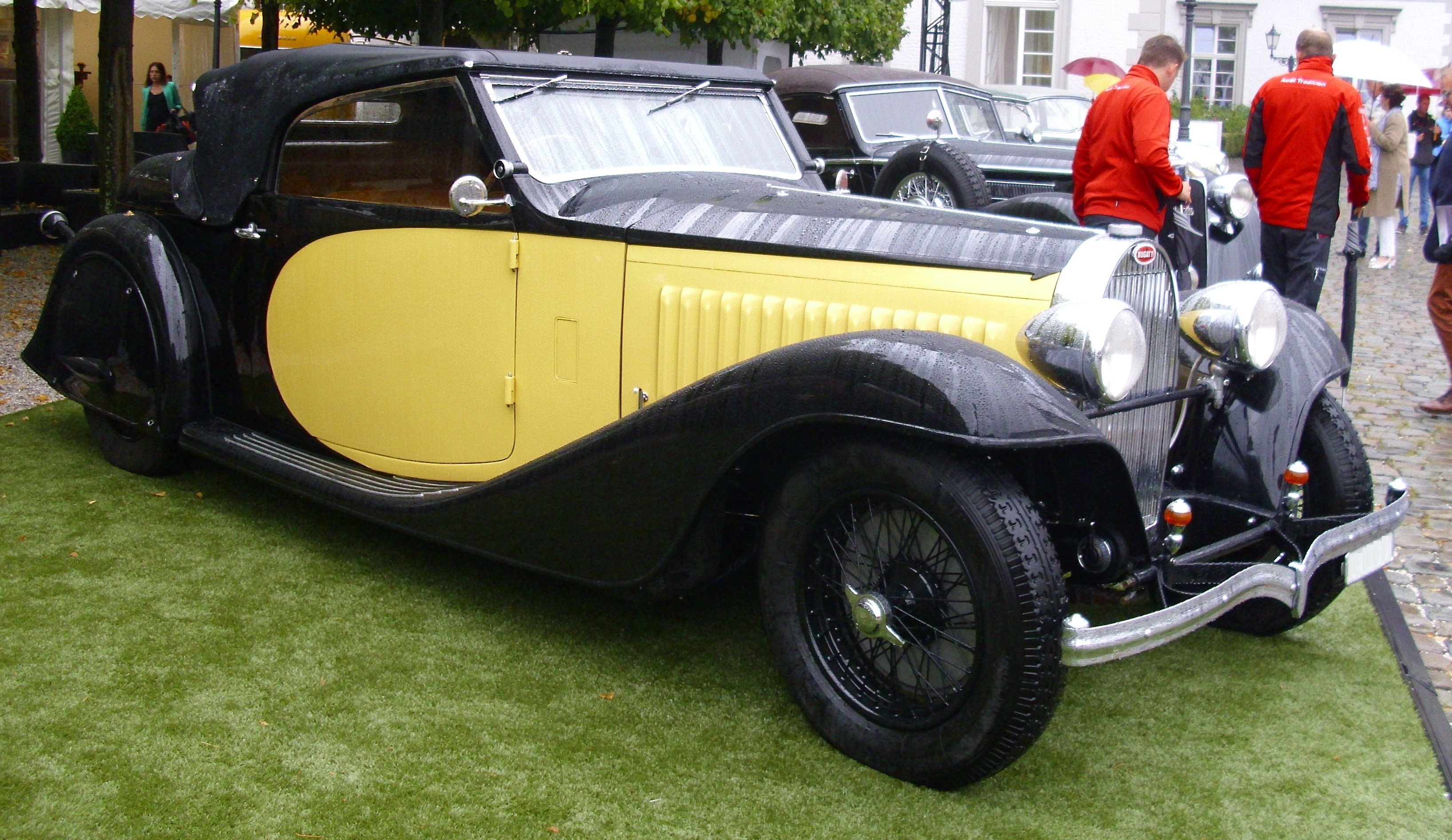
Bugatti Type 57 Cabriolet «Stelvio» (1934). Dies ist eine «Werkskarosserie» nach einem Entwurf von Jean Bugatti; Gangloff baute fast alle dieser Zweisitzer und hatte grosse Freiheiten bei deren Umsetzung

Um besser am bedeutenden französischen Markt für Sonderkarosserien teilnehmen zu können, fasste Gangloff bereits 1919 in Frankreich Fuss und richtete eine zunehmend selbständig tätige Niederlassung in Colmar (Elsass) ein, wo nicht benötigte Räumlichkeiten der dort ansässigen Carosserie Wiederkehr zugemietet wurden. 1927 wurden Gottlieb Moor und Paul Horlacher gemeinsam Geschäftsführer der Carrosserie Gangloff (Colmar); beide waren schon zuvor im Schweizer Betrieb tätig gewesen. Dieses Unternehmen wurde durch die stattliche Anzahl an Karosserien für Bugatti international schliesslich bekannter als das Mutterhaus. So hat Gangloff Colmar mehr Bugatti Type 57 karossiert als alle anderen unabhängigen Karosseriebauer zusammen. Das Design in Colmar wurde unabhängig von jenem in der Schweiz entwickelt; vieles war, wenn auch nur skizziert, von Jean Bugatti vorgegeben. 1930 wurde die Carosserie Wiederkehr übernommen.
Den Niedergang von Bugatti nach dem Zweiten Weltkrieg verkraftete Gangloff Colmar nicht. Es wurde zwar versucht, auf Chassis anderer Hersteller auszuweichen, doch auch diese – allen voran Delage, Delahaye, Hotchkiss, Salmson oder Talbot-Lago – überlebten den Zusammenbruch des Luxusautomarktes in Frankreich als Folge der wirtschaftlichen Lage, einer Steuerreform in Frankreich und der technischen Entwicklung nicht. Ausländische Marken wie Rolls-Royce oder Bentley stellten nicht genügend Fahrgestelle her, um alle, insbesondere französische Anbieter im Geschäft zu halten. Gangloff Colmar war noch kurze Zeit im Nutzfahrzeug- und Omnibus-Bereich aktiv, ehe die Produktion in den 1960er Jahren endete.

### Innovationen
Georges Gangloff entwickelte ein Türscharnier- und Haltesystem, durch das deutlich schmalere Türsäulen verwendet werden konnten. Alle Scharniere hingen an der B-Säule. Ziel waren elegantere Aufbauten mit besserer Rundumsicht und mehr Licht im Innenraum. Über Gangloff Colmar wurden diese Beschläge auch in Frankreich bekannt, wo sie von verschiedenen Carrossiers in Lizenz verwendet wurden.

#### Clear Vision

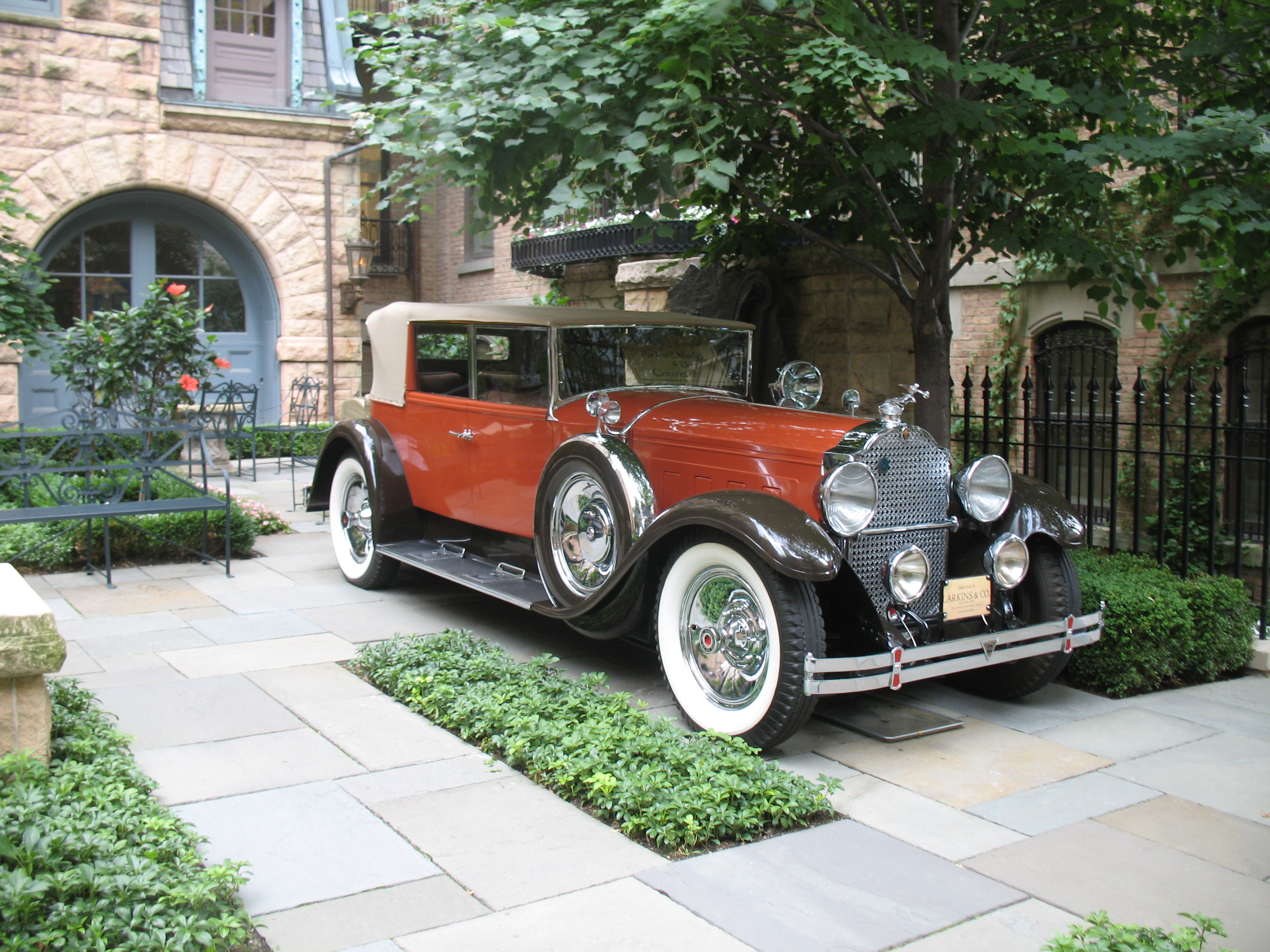
Packard 640 Deluxe Eight 4 Door Convertible von Larkins mit Murphy Clear Vision Türsystem (1929)

Der US-Automobildesigner Frank Spring (1893–1959) brachte das Gangloff-Patent in die USA, wo es von seinem damaligen Arbeitgeber, der Walter M. Murphy Company in Pasadena (Kalifornien), verbessert und als Clear Vision angeboten wurde. Murphy verwendete es vor allem für Limousinen, viertürige Cabriolets ("Convertible Sedan") und Coupé de Villes. Es wurde – etwas übertrieben – behauptet, dass eine Clear-Vision-A-Säule schmaler sei als der Abstand der Augen des Fahrers voneinander und dass die Säule daher gar nicht wahrgenommen werde. Zweifellos war sie aber ein Fortschritt gegenüber den üblicherweise wuchtigen Säulen in geschlossenen Fahrzeugen und liess auch eine elegantere Formgebung mit einem leichter wirkenden Dach zu. Murphy baute auch Rohkarosserien ("In the White"; d. h. ohne Lackierung und Innenausstattung) für andere Hersteller.

### C. & R. Geissberger
1929 übernahm Gangloff die ebenfalls 1903 gegründete Carrosserie C. & R. Geissberger in Zürich. Dieses Unternehmen war vor dem Ersten Weltkrieg einer der grössten Schweizer Karosseriebauer und belieferte insbesondere Martini und Saurer. Es scheint, dass an allen drei Standorten komplette Gangloff-Karosserien angefertigt wurden.

## Niedergang

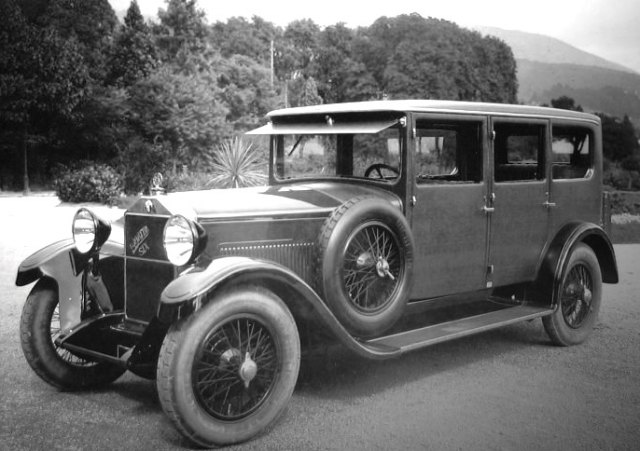
Martini FU-Serie Pullman-Limousine Stil Weymann, wahrscheinlich karossiert von Gangloff (1927)

Gangloff zeigte an den Genfer Automobilsalons 1931 und 1932 jeweils einen Talbot mit Schiebetüren; zumindest 1931 als Cabriolet. 
Die schwere Wirtschaftskrise führte 1933 dazu, dass Gangloff den Karosseriebau im Personenwagenbau praktisch ganz aufgeben musste; vereinzelt wurden Aufträge auf Bestellung durchgeführt. Zwar gab es Massnahmen der Schweizer Regierung im Kampf gegen die hohe Arbeitslosigkeit, die einen möglichst hohen inländischen Produktionsanteil an Automobilen vorschrieben und der Import von Fahrzeugen mit ausländischen Sonderaufbauten war sehr eingeschränkt. Als 1936 die Hausbank in Konkurs ging und Gangloff eingegangene Verpflichtungen nicht erfüllen konnte, kam es zur Liquidation des solide geführten Unternehmens.
In dessen Anlagen in Genf entstand im gleichen Jahr die Carrosserie de Sécheron SA, benannt nach dem Genfer Standort-Quartier. Gründer waren zwei Gangloff-Kaderleute, der ehemalige technische Leiter Robert Grau und Edouard Fischer, zuvor für Gangloffs Finanzen zuständig. Sécheron baute einige sehr elegante Aufbauten, überwiegend Cabriolets, für Delahaye und Jaguar. Das Unternehmen bestand bis 1967.
Die Niederlassung in Bern wurde von Dr. R. von Muralt gekauft und als Neue Carrosserie Gangloff AG selbständig. Heute ist sie als Gangloff Trailers Teil der Gangloff AG und stellt Nutzfahrzeugaufbauten und LKW-Anhänger her.

## Verwendete Fahrgestelle

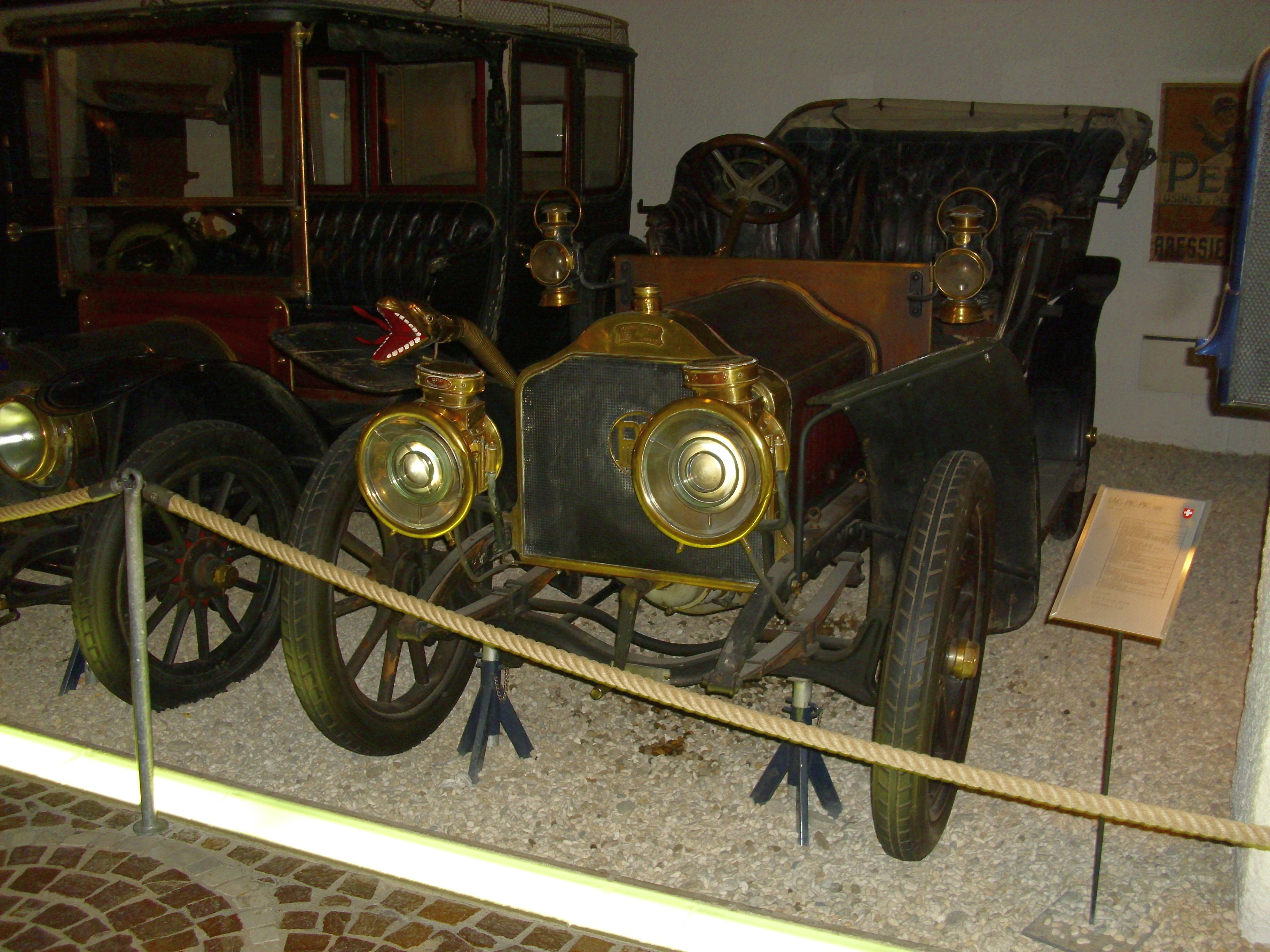
SAG als Doppel-Phaeton von Gangloff (1906)

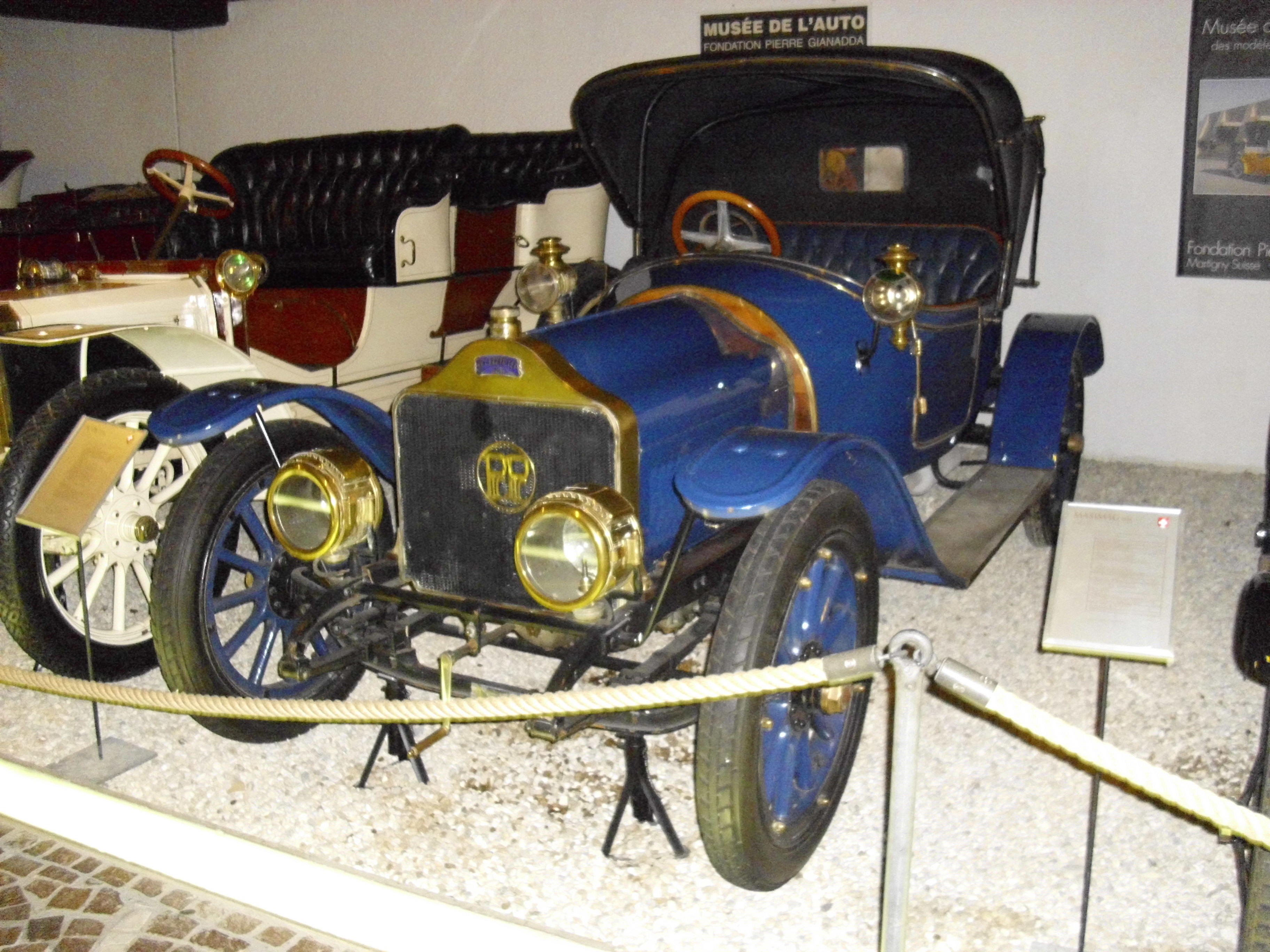
Pic-Pic mit Torpedo-Aufbau von Gangloff (1911)

Gangloff fertigte die meisten Karosserien der Schweizer Hersteller SAG und Pic-Pic sowie eine grössere Anzahl für Martini. Von Gangloff hergestellte Aufbauten sind weiter bekannt auf Fahrgestellen von Ansaldo, Delage, Hispano-Suiza, Hudson, Isotta Fraschini, Mercedes-Benz, Minerva, Rolls-Royce, Terraplane, Voisin und auch einige von Bugatti, wenngleich von diesen ungleich mehr in der Niederlassung in Colmar gebaut wurden.

## Trivia
- Im Verkehrshaus der Schweiz in Luzern ist ein Pic-Pic-Tourenwagen von 1919 mit Gangloff-Karosserie ausgestellt. dieses Fahrzeug wurde später von Saoutchik im hinteren Bereich modernisiert.[14]

- Die Sammlung der Fondation Gianadda in Martigny enthält einen SAG und zwei Pic-Pic mit Gangloff-Karosserien.